# Globe Shoes
Nos anos 70, ainda muito jovens, os fundadores da Globe, os skatistas Peter e Stephen Hill, viajavam por toda a Austrália participando de tours e campeonatos de skate, apoiados por diversas marcas do segmento. Irmãos australianos e apaixonados por esportes radicais, decidiram em 1984, criar a sua própria marca. O foco era oferecer um produto que integrasse qualidade, estilo, performance, durabilidade e conforto. E então, na Austrália, nascia a GLOBE.
Uma marca criada por quem pratica e vive o esporte, resulta num empreendimento de rápida expansão e sucesso imediato. Pouco tempo depois, para uma logística eficaz de distribuição mundial, instalam-se também na Europa e América, e hoje, a Globe se faz presente em mais de 70 países.
Reconhecida mundialmente, por seu amplo mix de produtos, desenhados e desenvolvidos com a participação de skatistas e surfistas mundiais, alia tecnologia de ponta com autenticidade e muita inovação.
Atualmente a Globe contribui ativamente, com o mercado e a cultura de skatistas e surfistas do planeta, patrocinando e apoiando eventos e atletas ao redor do mundo. Vale ressaltar, a mais insana e cobiçada etapa do campeonato mundial de surf, o WCT nas paradisíacas ilhas de Fiji, batizada de GLOBE PRO FIJI.
Sua equipe de surfistas e skatistas, que se destacam entre os melhores e mais carismáticos do mundo, listam nomes como CJ e Damien Hobgood, Taj Burrow, Mark Occhilupo, Mark Appleyard, Chris Haslam e a lenda Rodney Mullen, dentre outros. E assim, a Globe faz história como uma marca forte e ética, de alma radical.
Missão Globe Brasil: Estar entre surfistas, skatistas e praticantes de esportes radicais e seus simpatizantes ao redor do mundo, proporcionando a prática do esporte, e vestindo-os com novas e exclusivas tecnologias, bom-gosto e inovação!